# トム・タンゴ
トム・タンゴ（Tom Tango）は、カナダ・ケベック州モントリオール出身のセイバーメトリクス研究家。タンゴ・タイガー（Tango Tiger）と名乗ることも多い。本名や生年月日は非公表。

## 人物
ボロス・マクラッケンが開発した擬似防御率のDIPSを改良して、FIPを生みだしたことで有名である。
シアトル・マリナーズとトロント・ブルージェイズの相談役も務めている。